# Слобожанские говоры

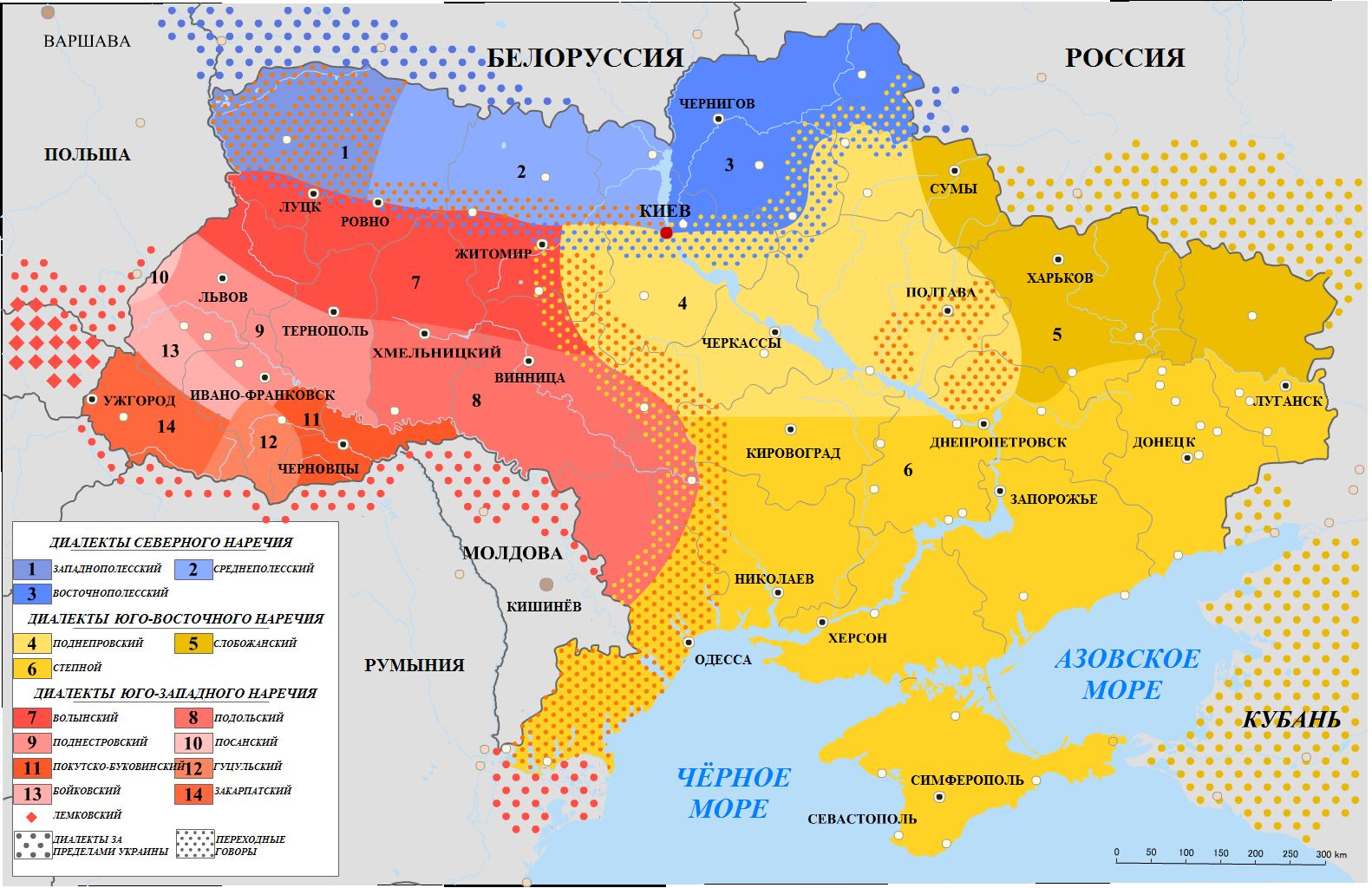
Слобожанские говоры на диалектологической карте украинского языка

Слобожанские говоры — говоры юго-восточного наречия украинского языка раннего формирования. Распространены в юго-восточных районах Сумской и Харьковской областей, северных районах Луганской области, а также на приграничных территориях России (южные районы Курской области; западные, центральные, южные и восточные районы Белгородской области; южные и западные районы Воронежской области; северо-западные районы Ростовской области). Ареал слобожанских говоров в значительной степени совпадает с исторической территорией Слобожанщины; граничит на востоке с южнорусскими говорами, на юге — со степными говорами украинского языка, на западе — со среднеподнепровскими говорами.
Сформировались в целом в XVI—XVII веках в результате взаимодействия и дальнейшего развития носителей, главным образом, среднеподнепровских, восточнополесских и южнорусских говоров, структурная связь с которыми прослеживается до сих пор.
Внутренние различия минимальны.

## Фонетика
Фонетическую систему слобожанских говоров характеризуют следующие основные признаки:
1. ударный вокализм шестифонемный, вариативный;
2. безударный вокализм варьируется в зависимости от степени сохранности основных проявлений фонем;
3. изредка в северных говорах слобожанского диалекта обозначается нейтрализация [а] : [о] — аканье (малако́);
4. трансформация [о] > [оу], [у]— умеренное уканье — преимущественно перед слогами с ударными í, и́, ý, реже — ó, á (суобі́, боули́т', пужа́р, хоуму́т); как противоположное уканью возникло вторичное гиперическое оканье — трансформация [у] > [уо], [о] (одова́, кор'íн' 'курінь');
5. непоследовательные изменения старых фонем:
  - [ě] > [і], [и], [е], [о] (хр'ін и хрон, хр’ен, ц'ілувáти и цилува́ти, целува́ти);
  - [ę] > [а], [і] (колóд’аз'и колóд'із');
6. нерегулярное развитие отдельных сочетаний, в частности губной согласный + j:
  - сохранение данного сочетания (ви́мйа),
  - утрата j с последующим смягчением губного согласного (ви́м’а),
  - появление на месте j эпентетического [н'] (ви́мн’а),
  - нерегулярные изменения звукосочетаний в отдельных словоформах (чети́ргі, чоти́р'і, чгіти́р'і, ч’ти́р'і; тоб'í, тиб'í, теб'í, т'іб'і);
7. преимущественно нивелированное произношение смягченных согласных перед [і], происходящее с [ě], [о], [е] (ст'іл, д'ід), в северных говорах сохраняется противопоставление смягченного произношения перед [і], которое происходит с [ě], и несмягченного — перед [і] и [о] (тік, лій и д'ід, с'іно);
8. одновременное наличие [л.] и [л] (л'óжка, мал.éн’ка и ло́жка);
9. усиление функциональной нагрузки [р'] (р'áма, комóр’а);
10. смягченное произношение отдельных шипящих: [ч.] в позиции перед ударным гласным (ч.ýдо, ч.и́стий), в северных говорах [ш.] (лош.á);
11. спорадическое отсутствие протетического согласного [в] (уж, у́хо, од:áти);
12. распространение на месте старой фонемы [м'] сочетания [мн'] перед [а] з [ę] (пóлумн’а, сімн'á);
13. в отдельных словах распространена замена [т'] на [к'] (к'íсто, к'існи́й), [д'] на [й] (йа́теил' 'дятел', сва́йба) и [й] на [д'] (с'ід’бá); [л.] на [н] (манéн’кий);
14. звонкие и глухие согласные в основном противопоставляются, изредка отмечается оглушение звонких перед глухими и в конце слова.

Ударение в слобожанских говорах динамическое; особенностью отдельных говоров является смещение ударения в отдельных словоформах (гра́бки, хворо́ст, жайворо́нок, шча́вел', це́бер, к'íс':а, за н’огó).

## Морфология
Словоизменению слобожанских говоров присущи:
1. противопоставление твёрдой и мягкой разновидностей склонения существительных, однако наблюдается унификация по твердой разновидности (кон'óм, долóн’ойу);
2. наличие параллельных окончаний в родительном падеже единственного числа существительных среднего рода бывших n-и t-основ (ви́мйа и ви́меин'і, ви́меини, теил'á и теил'áти, теил'áт'і);
3. параллельные окончания в:
  - родительном падеже существительных множественного числа (гро́шей и грóш'ій);
  - дательном падеже множественного числа (кóн’ам и кóн'ім);
  - творительном падеже единственного числа существительных среднего рода бывших t-основ (тел'áм, тел'óм, тел'áтом), женского рода (руко́йу и руко́й);
  - творительном падеже множественного числа существительных мужского рода (дуба́ми и дуба́м);
  - местном падеже множественного числа (на кóн’ах и на кóн'іх);
4. в северных говорах формой именительного падежа множественного числа прилагательных является краткая форма (чужи́, до́бри);
5. в этих же говорах в косвенных падежах местоимений — формы без протетического [н] (за йо́го, йе́йу);
6. параллельные формы родительного падежа местоимения та (тійе́йі и тийе́йі, т'íйі, то́йі, той, тей);
7. форма инфинитива на -ти, -т', реже — -т (ходи́ти, ходи́т', ходи́т);
8. распространение формы первого лица единственного числа глаголов настоящего времени без чередования конечного согласного основы (вóз’у, нóс’у, хóд’у; конечный согласный [д] может сохраняться или же меняться на [дж], [ж] (вóд’у, во́джу, во́жу);
9. результаты взаимодействия I и II спряжений (третьего лица единственного числа хо́дит' и хо́де; третьего лица множественного числа нóс’ат' и нóс’ут').

## Синтаксис
Выраженной синтаксической особенностью слобожанских говоров является параллельное употребление конструкций типа пасу́ коне́й и пасу́ кóн'і, іти́ за водо́йу и іти́ води́ и других.

## Словообразование
В словообразовании имеются:
- локальные суффиксальные образования (ліву́ша, ліўшáк — левша, глушпе́й, глушпе́т — глухой),
- морфемно видоизмененные лексемы (огу́д — плеть [огурцов (тыкв)]).

## Лексика
Лексические особенности слобожанских говоров представлены локальными словами, например: ла́манка — терница, кобу́шка — кувшин, ри́га — рига, хоб'íт':а — отходы после молотьбы колосьев, степ, неудóбиц’а — целина, ко́беиц', р'áбеиц' — ястреб, в'ідволож — оттепель, с'івеирко — холодно, полов'ід':а — половодье, паводок; наки́дка, наст'íл’ник — скатерть, звід — колодезный журавль, ха́лаш — постройка для хранения инструментов и другими.

## Художественная литература
Слобожанские говоры отражены в некоторых произведениях украинской литературы (например, в рассказах Квитки-Основьяненко).

## Современное положение
Интерференция русского и украинского языков привела к формированию суржика — смешанной русско-украинской речи, в которой (прежде всего в сёлах) частично сохранились следы слободского говора, подвергающиеся нивелирующему влиянию русского и украинского литературного языков.

## История изучения
Слобожанские говоры исследовали А. Бескровный, А. Ветухов, К. Глуховцева, Н. Гринкова, Г. Денисевич, А. Дульзон, Л. Лисиченко, А. Миртов, А. Сагаровский, В. Собинникова, Г. Солонская, Б. Шарпило. В 2011 году в Харькове был издан диалектный словарь центральной Слобожанщины, подготовленный диалектологом, преподавателем харьковского национального университета Анатолием Сагаровским.